# The Watermelon Woman
The Watermelon Woman es una película independiente estadounidense de 1996 escrita, dirigida y protagonizada por Cheryl Dunye. El reparto se completa con Guinevere Turner, Valarie Walker, Lisa Marie Bronson y Cheryl Clarke. La película se centra en una joven lesbiana negra que trabaja en una tienda de videos que intenta hacer una película sobre una actriz negra de la década de 1930 conocida por interpretar los papeles estereotipados de mammy.
La primera película estadounidense dirigida por una lesbiana negra, The Watermelon Woman se produjo con un presupuesto de 300.000 dólares, financiado en parte con una subvención del Fondo Nacional para las Artes (NEA) y con una recaudación de fondos y donaciones de amigos de Dunye. La película se inspiró y fue un homenaje de actrices negras como Louise Beavers, Hattie McDaniel y Butterfly McQueen, ejemplificadas en el personaje ficticio titular creado por Dunye, con el que quería representar a actrices negras marginadas u olvidadas en la historia del cine. El presupuesto de la película no le permitía el uso de material de archivo de actrices reales.
Se estrenó en el Festival Internacional de Cine de Berlín de 1996. La película recibió críticas positivas y está considerada un hito en el New queer cinema. Hubo controversia por una escena de sexo lésbico que hizo que un escritor de The Washington Times  cuestionara su financiación por parte de la NEA, lo que a su vez llevó a la NEA a reestructurar su sistema de subvenciones. En 2021, fue seleccionada para su preservación en el Registro Nacional de Cine de los Estados Unidos por la Biblioteca del Congreso por ser "cultural, histórica o estéticamente significativa".

## Trama
Cheryl, una joven lesbiana negra de Filadelfia que trabaja en una tienda de videos, quiere avanzar en su proyecto de investigación sobre una actriz negra de los años 30, acreditada únicamente como "La Mujer Sandía". Mientras avanza en su proyecto, su vida personal da un vuelco al conocer a otra mujer atractiva.

## Reparto
- Cheryl Dunye - Cheryl
- Guinevere Turner - Diana
- Valarie Walker - Tamara
- Lisa Marie Bronson - Fae "La Mujer Sandía" Richardson
- Cheryl Clarke - June Walker
- Irene Dunye - Irene Dunye, madre de Cheryl
- Brian Freeman - Lee Edwards
- Ira Jeffries - Shirley Hamilton
- Camille Paglia - Sí misma
- Sarah Schulman - Activista de CLIT
- Ira Jeffries - Shirley Hamilton

## Producción
En 1993, Dunye estaba investigando para una clase sobre la historia del cine negro, buscando información sobre actrices negras en las primeras películas. Como muchas veces los créditos de estas mujeres quedaban fuera de la película, decidió que iba a utilizar su trabajo para crear una historia de las mujeres negras en las primeras películas, que se convirtió en The Watermelon Woman.  Cuando se le preguntó por estas omisiones en la historia del cine, Dunye respondió: "Que va a hacer falta algo más que mi película para que se corrija esa imagen". "Tiene que haber más trabajo, tiene que haber más protagonistas negras. Hay muchas actrices con talento que no tienen nada que hacer salvo papeles de «mamis» una y otra vez, mamis modernas. Tiene que haber un enfoque que las haga trabajar, conseguir algunos de esos premios de la Academia como deberían". El título de la película es un juego de palabras con la película Watermelon Man (1970) de Melvin Van Peebles.
The Watermelon Woman se realizó con un presupuesto de 300.000 dólares, financiado por una subvención de 31.500 dólares del Fondo Nacional para las Artes (NEA) y una recaudación de fondos y donaciones de amigos de Dunye.  El archivo fotográfico Fae Richards, que documenta la vida de la actriz ficticia, fue creado por la fotógrafa Zoe Leonard, radicada en la ciudad de Nueva York. Compuesta por 78 imágenes, la colección fue posteriormente expuesta en galerías y fue publicada como un libro. Algunas de las fotografías fueron subastadas para recaudar fondos para la producción de la película.
Aunque para la producción de la película Dunye realizó su investigación en los Archivos de Historia Lésbica y la Biblioteca del Congreso, descubrió que ninguno de los dos tenía lo que buscaba, lo que la obligó a preparar 78 de las fotografías de archivo que aparecen en la película.  El equipo de producción, además, decidió no acudir a la Biblioteca del Congreso para obtener materiales y licenciarlos debido a los costos, por lo que se crearon nuevas imágenes parecidas a las películas de la década de 1930.
Dunye ha dicho que encontró inspiración en las películas Swoon (1992) y Norman... Is That You? (1976).

## Recepción y legado
En la película, la protagonista Cheryl es una aspirante a cineasta lesbiana negra que intenta dar vida a la historia de las lesbianas negras en la historia del cine mientras intenta producir su propio trabajo, al afirmar que "nuestras historias nunca han sido contadas". El falso documental explora la dificultad de navegar por las fuentes de archivo que excluyen o ignoran a las lesbianas negras que han trabajado en Hollywood, ejemplificado en la actriz ficticia Fae Richards, cuyo personaje lleva el nombre que da título a la película. La película también cuenta con varias apariciones de figuras del arte homosexuales como Cheryl Clarke, Camille Paglia, David Rakoff, Sarah Schulman entre otros.
The Watermelon Woman se estrenó en el Festival Internacional de Cine de Berlín de 1996 y se proyectó en varios otros festivales de cine internacionales durante 1996 y 1997, incluido el Festival de Cine Lésbico y Gay de Nueva York, el LA Outfest, el Festival Internacional de Cine Lésbico y Gay de San Francisco, el Festival Internacional de Cine Lésbico y Gay de Tokio, el Créteil International Women's Film Festival, el London Lesbian and Gay Film Festivaly el Festival Internacional de Cine de Toronto.  
En 1996, The Watermelon Woman ganó el premio Teddy a la mejor película en el Festival Internacional de Cine de Berlín  y el premio del público a la mejor película narrativa en el LA Outfest.
Se emitió en el canal Sundance el 12 de agosto de 1998. Dunye fue la única directora que se presentó durante ese mes. Dunye fue seleccionada como una de las 10 mujeres más poderosas del mundo del espectáculo según POWER UP en 2008.
En 2016, para celebrar su 20º aniversario, la película fue remasterizada y fue proyectada por el cine Metrograph en la ciudad de Nueva York durante una semana.
Para celebrar el 30º aniversario de los Premios Teddy, la película fue seleccionada para ser exhibida en el 66º Festival Internacional de Cine de Berlín en febrero de 2016.
La importancia de la película fue reconocida con el premio Cinema Eye Honors Legacy Award 2021. En ese mismo año, junto a las películas Pink Flamingos, What Ever Happened to Baby Jane?, Strangers on a Train, Chicana y Star Wars: Episode VI - Return of the Jedi, fue seleccionada para su preservación en el Registro Nacional de Cine de los Estados Unidos por la Biblioteca del Congreso por ser "cultural, histórica o estéticamente significativa".